# Болтовский сельсовет
Болтовский сельсовет — сельское поселение в Сузунском районе Новосибирской области Российской Федерации.
Административный центр — село Болтово.

## История
Статус и границы сельского поселения установлены Законом Новосибирской области от 2 июня 2004 года № 200-ОЗ «О статусе и границах муниципальных образований Новосибирской области»

## Население
| 2002  | 2010  | 2012  | 2013  | 2014  | 2015  | 2016  |
| ----- | ----- | ----- | ----- | ----- | ----- | ----- |
| 1432  | ↘1385 | ↘1365 | ↘1364 | ↘1349 | →1349 | ↘1336 |
| 2017  | 2018  | 2019  | 2020  | 2021  |       |       |
| ↘1333 | ↗1334 | ↘1316 | ↘1300 | ↘1282 |       |       |

## Состав сельского поселения
| № | Населённый пункт | Тип населённого пункта       | Население |
| - | ---------------- | ---------------------------- | --------- |
| 1 | Бедрино          | село                         | ↘299      |
| 2 | Болтово          | село, административный центр | ↗995      |
| 3 | Лушники          | село                         | ↘91       |